# Maloideae
Sous-famille
Classification APG IV (2016)
Les Maloideae étaient une sous-famille de plantes à fleurs de la famille des Rosaceae, et plus précisément de la sous-famille des pommiers et des poiriers. 
Des preuves phylogénétiques moléculaires récentes ont montré que les Spiraeoideae et les Amygdaloideae traditionnels font partie du même clade que les Maloideae traditionnels, et le nom correct de ce groupe est Amygdaloideae. Les circonscriptions antérieures de Maloideae sont plus ou moins équivalentes à la sous-tribu Malinae ou à la tribu Maleae.

## Description et caractéristiques
Ce sont des arbres et des arbustes.
Cette sous-famille était caractérisée par un ovaire infère adhérant, uni à penta-carpellé syncarpe, uniovulé, et par la présence d'un fruit à pépin (pomme, poire, coing, etc.), plus précisément un faux-fruit appelé piridion, et de 17 chromosomes haploïdes. L'endocarpe du fruit peut être cartilagineux (pommier, poirier) ou osseux (aubépine, néflier).
De récentes études taxonomiques proposent d'inclure certains genres de plantes herbacées dans le groupe des Maloideae. On trouve par exemple les genres Kageneckia, Lindleya, et Vauquelinia, qui disposent de 15 ou 17 chromosomes haploïdes mais portent des fruits de type capsule, ainsi que le genre Gillenia, qui a 9 chromosomes haploïdes.
Cette sous-famille eut différents noms successifs : Pomiferae (Bauhin), pomoideae, pomea ou pomaceae (pomacées) mais comme le nom d'une famille ou d'une sous-famille doit être basée sur le nom d'un de ses genres, Weber créa le nom de Maloideae en 1964.

## Principaux genres
Sont indiquées entre parenthèses les espèces les plus remarquables.
- Amelanchier
- Aronia
- Chaenomeles (cognassier du Japon)
- Cotoneaster
- Crataegus (aubépines)
- Cydonia (cognassiers)
- Docynia
- Eriobotrya (néflier du Japon)
- Eriolobus
- Heteromeles
- Holodiscus
- Malus (pommiers)
- Mespilus (néfliers)
- Osteomeles
- Photinia
- Pseudocydonia (cognassier de Chine)
- Pyracantha
- Pyrus (poiriers)
- Rhaphiolepis
- Sorbus (sorbiers)
- Stranvaesia